# Candigliano
Le Candigliano est une rivière des Marches et de l'Ombrie.

## Géographie
Il prend sa source au Monte Valmeronte à une altitude de 978 m dans la municipalité de Città di Castello, province de Pérouse en Ombrie. Mais pratiquement la totalité de son cours s'écoule dans les Marches.
Dans un premier tronçon de son parcours, il marque la frontière entre les régions de l'Ombrie et des Marches ; et, avant d'atteindre Piobbico, il reçoit les eaux du torrent Biscube.  Après le Piobbico, il coupe la Gola di Gorgo à Cerbara et reçoit le Fosso dell'Eremo delle Carceri (tous deux proposés comme réserve naturelle par le Plan Régional Environnemental et Paysager des Marches - 1990) pour leur intérêt géologique, naturel et paysager particulier. 
À Acqualagna, il reçoit les eaux du ruisseau Burano et enfin, aux Gorges du Furlo, il forme le lac du Furlo, très étroit, mais plutôt long et suggestif, entre des parois rocheuses surplombant les eaux et l'ancienne Via Flaminia adjacente.
Après 58,8 km, il se jette dans la rivière Metauro près du hameau de Calmazzo de Fossombrone.